# Macroglossum paukstadtorum
Macroglossum paukstadtorum là một loài bướm đêm thuộc họ Sphingidae. Loài này có ở quần đảo Babar.